# Prestwich
Prestwich – miasto w Anglii, w hrabstwie ceremonialnym Wielki Manchester, w dystrykcie metropolitalnym Bury. Leży 9 km na północny zachód od centrum miasta Manchester. Miasto liczy 31 693 mieszkańców.